# Дикий бык (прам, 1740)
«Дикий бык» — прам Балтийского флота Российской империи, участник русско-шведской войны 1741—1743 годов.

## Описание судна
Один из двух парусно-гребных прамов типа «Олифант», построенных в Санкт-Петербургском адмиралтействе. Оба прама были трёхмачтовыми с фрегатским парусным вооружением и внешне ничем не отличались от фрегатов, деревянные корпуса судов также внешне напоминали корпус фрегата, однако имели плоское днище.
Длина судна составляла от 35,2 метра, ширина — 10,4 метра, а осадка 2,9 метра. Вооружение судна составляли двадцать четыре 24-фунтовых и 12-фунтовых орудия.

## История службы
Прам «Дикий бык» был заложен на стапеле Санкт-Петербургского адмиралтейства 27 июня (8 июля) 1739 года и после спуска на воду 20 июня (1 июля) 1740 года вошёл в состав Балтийского флота России. Строительство вёл кораблестроитель Джон Сютерланд.
В сентябре кампании 1740 года отряд спущенных на воду в этот год кораблей, состоящий помимо прама из однотипного с ним прама «Олифант», бомбардирскими кораблями «Самсон» и «Юпитер» выходил в практическое плавания к Красной горке на испытания ходовых качеств. «Для лучшего усмотрения их действа» к отряду кораблей был направлен капитан 1-го ранга Я. Опий на фрегате «Воин»:

… и был там при пробе показанных кораблей и прамов и пробовал при себе в ходу под парусами по ветру и против ветру, как по морскому искусству надлежит, и как оные совсем апробованы будут, тогда оным кораблям и прамам, также и фрегату Воину возвратиться к кронштадскому порту, и в каком действии оные корабли и прамы в ходу под парусами и в бросании с кораблей бомбами по пробе явятся, о том со всеми обстоятельствами в адмиралтейскую коллегию рапортавать— Сообщение графа Головина Адмиралтейств-коллегии, 1740 года сентября 6
По результатам испытаний бомбардирские корабли по ходовым качествам оказались лучше «Воина», а прамы «во время хождения под парусами имеют весьма штейф и действие против ветру и по ветру изрядно, токмо великое склонение от ветра, и против фрегата следовать не могут».
Принимал участие русско-шведской войне 1741—1743 годов. В 1741 году использовался для обороны острова Котлин, в 1742 году — для практических плаваний в шхерах и крейсерских плаваний. С 27 сентября (8 октября) 1742 года стоял на зимовке в Гельсингфорсе. С апреля по август 1743 году находился в составе гребного флота в аландских шхерах, в составе отряда капитана 1-го ранга И. И. Кайсарова принимал участие в сражении у острова Корпо. В августе прам перешёл в Ревель, а в июне следующего года — в Кронштадт, где в 1755 году был разобран.

## Командиры судна
В таблице приведены командиры прама «Дикий бык» за всё время его службы в составе Российского императорского флота.
| Годы службы    | Звание                     | Имя и фамилия           | Комментарий | Прим.        |
| -------------- | -------------------------- | ----------------------- | --- | ------------ |
| 1741 год       | мичман                     | Пётр Засецкой (большой) | Командовал прамом во время оборорны Котлина. До этого находился в кампаниях на Балтийском море. После командования прамом также командовал фрегатом «Ягудиил», в 1760 году уволен в звании капитана 1-го ранга. | [ 1 ] [ 9 ]  |
| 1742—1743 годы | лейтенант майорского ранга | Пётр Прончищев          | Командовал прамом во время практических и крейсерских плаваний, а также в сражении у острова Корпо. До этого служил на кораблях «Святой Александр», «Кронштадт», «Северная Звезда» и «Ингерманланд», командовал пакетботом «Фортуна» и галиотом «Гогланд». После командования прамом служил командиром корабля «Северная Звезда» и фрегатом «Россия». | [ 1 ] [ 10 ] |